# Fritzi Massary
Fritzi Massary właśc. Friederike Massaryk lub Masarik (ur. 31 marca 1882 w Wiedniu, zm. 30 stycznia 1969 w Los Angeles) – austriacko-amerykańska śpiewaczka sopranowa i aktorka. Przed wojną była jedną z czołowych sopranistek, występującą w operetkach Berlina i Wiednia. 
Urodziła się w 1882 roku w Wiedniu jako najstarsza z trzech córek Jakoba Leopolda Masarika (ur. 2 marca 1855, zm. 20 listopada 1913), kupca działającego w branży tekstylnej, i Hermine z domu Herzfeld (1861–1932). Jej siostrami były Olga (ur. 1884) i Edith (Dita, ur. 1889).
Zadebiutowała w Landestheater w Linzu w wieku 17 lat. Następnie występowała w Carl-Schulze-Theater w Hamburgu, po czym powróciła do Wiednia. Wystąpiła m.in. w "Komm du kleines Kohlenmädchen" (1907), "Trallala Lied" (1908), "Schutzmannslied" (1908), "Entrée der Messalinette" (1908), "Donnerwetter, tadellos" (1908) i "Auf ins Metropol" (1908) Blisko współpracowała z Oscarem Strausem, wystąpiła w sześciu jego operetkach, w tym w "Der letzte Walzer" z 1920 roku. 
Zagrała w filmach "Viola" (1912), "Der Tunnel" (1915), "Die Rose von Stambul" (1919) i "Narrentanz der Liebe" (1919).
W 1933 roku opuściła Austrię i wyjechała do Londynu. Wystąpiła w "Operette" Noela Cowarda w 1938. W 1939 emigrowała do Stanów Zjednoczonych.
10 września 1903 urodziło się jej jedyne dziecko, Elisabeth Maria Karl Liesl (1903–1979), ojcem był Karl-Kuno "Rollo" Graf von Coudenhove (1887–1940). Pierwszym mężem Massary był dr Bernhard Pollack, lekarz i pianista. 20 lutego 1916 roku wyszła za mąż po raz drugi, za austriackiego aktora komicznego Maxa Pallenberga (1877-1934). Pallenberg zginął w 1934 roku w katastrofie lotniczej.
Zmarła w Los Angeles 30 stycznia 1969. Pochowana jest w Forest Lawn Memorial Park w Los Angeles.